# Меґрелалай
Кмкадзор (вірм. Քմքաձոր) — село у Мартакертському районі Нагірно-Карабаської Республіки. Село підпорядковується сільраді села Магавуз.